# Le Val-Saint-Éloi
Le Val-Saint-Éloi ist eine französische Gemeinde im Département Haute-Saône in der Region Bourgogne-Franche-Comté. Sie gehört zum Arrondissement Vesoul und zum Gemeindeverband Terres de Saône.

## Geographie
Die Gemeinde Le Val-Saint-Éloi liegt auf einer Höhe von 285 m über dem Meeresspiegel, etwa 13 Kilometer nördlich der Stadt Vesoul (Luftlinie). Das Dorf erstreckt sich im zentralen Teil des Departements, in der Talmulde des Bâtard, östlich der Waldhöhen des Bois de la Bannie.
Die Fläche des 7,06 km² großen Gemeindegebiets umfasst einen Abschnitt der gewellten Landschaft zwischen dem Becken von Vesoul im Süden und der Ebene der Lanterne im Norden. Von Norden nach Süden wird das Gebiet von der Talmulde des Bâtard durchquert, der für die Entwässerung zum Durgeon sorgt. Die Talaue liegt durchschnittlich auf 275 m und weist eine Breite von maximal 500 Metern auf. Von Westen erhält der Bâtard Zufluss vom Ruisseau la Gueuse.
Flankiert wird das Tal auf seiner Ostseite vom Haut Marcher (351 m). Im Westen befinden sich die Höhen des Bois de la Bannie, im Nordwesten der Chaumont, auf dem mit 417 m die höchste Erhebung von Le Val-Saint-Éloi erreicht wird, und im Norden der Bois de Lauxon (bis 320 m). Nach Norden erstreckt sich das Gemeindeareal über einen Sattel bis in die Talmulde des Ruisseau de Courcelles im Einzugsgebiet der Lanterne. In geologisch-tektonischer Hinsicht besteht das Gelände aus einer Wechsellagerung von sandig-mergeligen und kalkigen Sedimenten, die während der Lias (Unterjura) abgelagert wurden. An einigen Orten, insbesondere im nördlichen Gemeindeteil, tritt Muschelkalk der mittleren Trias zutage.
Zu Le Val-Saint-Éloi gehört der Weiler Chaumont (360 m) am Nordabhang des gleichnamigen Berges. Nachbargemeinden von Le Val-Saint-Éloi sind Équevilley im Norden, Neurey-en-Vaux im Osten, Varogne und Flagy im Süden sowie Breurey-lès-Faverney im Westen.

## Geschichte
Das Gebiet wurde vermutlich von den Mönchen des Klosters Luxeuil urbar gemacht, die hier im 7. oder 8. Jahrhundert eine Kirche gründeten. Im Mittelalter gehörte Le Val-Saint-Éloi zur Freigrafschaft Burgund und darin zum Gebiet des Bailliage d’Amont. Die lokale Herrschaft ging vom Kloster Luxeuil an das Kloster Bithaine über. Während des Dreißigjährigen Krieges wurde das Dorf stark in Mitleidenschaft gezogen. Zusammen mit der Franche-Comté gelangte der Ort mit dem Frieden von Nimwegen 1678 definitiv an Frankreich. Heute ist Le Val-Saint-Éloi Mitglied des Gemeindeverbandes Terres de Saône.

## Bevölkerung
| Jahr                       | 1962 | 1968 | 1975 | 1982 | 1990 | 1999 | 2006 | 2012 | 2022 |
| Einwohner                  | 104  | 100  | 105  | 117  | 111  | 122  | 117  | 105  | 95   |
| Quellen: Cassini und INSEE |      |      |      |      |      |      |      |      |      |

Mit 116 Einwohnern (2007) gehört Le Val-Saint-Éloi zu den kleinen Gemeinden des Départements Haute-Saône. Nachdem die Einwohnerzahl in der ersten Hälfte des 20. Jahrhunderts deutlich abgenommen hatte (1881 wurden noch 286 Personen gezählt), wurden seit Beginn der 1960er Jahre nur noch geringe Schwankungen verzeichnet.

## Sehenswürdigkeiten
Die einschiffige Kirche Saint-Éloi zeigt Bausubstanz aus verschiedenen Epochen. Der Chorraum stammt aus dem 15. Jahrhundert, die Fassade ist im Renaissancestil gehalten, und das Schiff wurde im 18. Jahrhundert neu erbaut. Die Kirche besitzt eine wertvolle Ausstattung, darunter ein Taufbecken aus dem 16. Jahrhundert, einen reich skulptierten Altar aus dem 17. Jahrhundert, Täfelungen im Louis-XV-Stil und verschiedene Statuen.
Die Kapelle Sainte-Ursule wurde im 19. Jahrhundert erbaut.

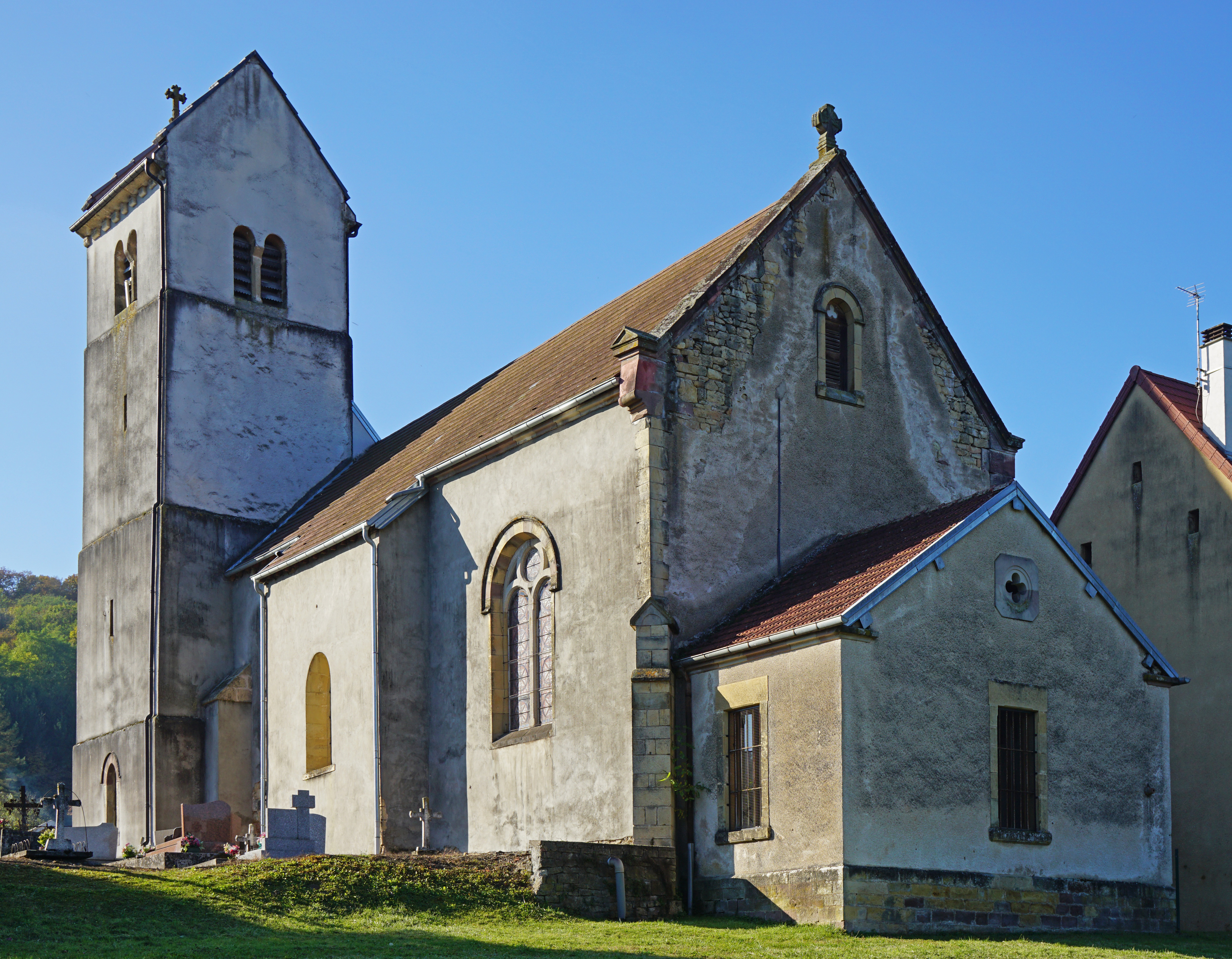
Kirche Saint-Éloi
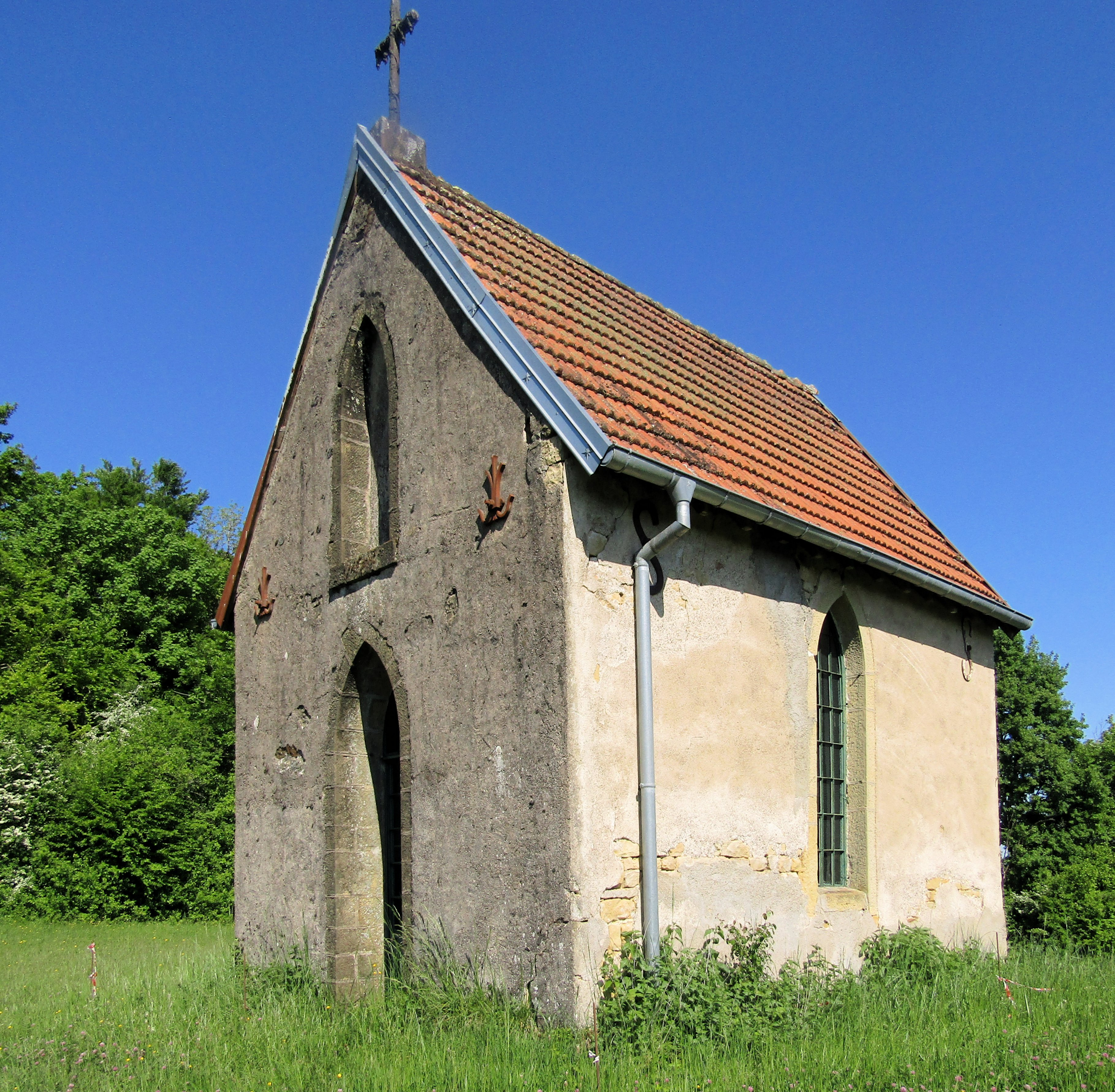
Kapelle Notre-Dame du-Sacré-Cœur

## Wirtschaft und Infrastruktur
Le Val-Saint-Éloi ist noch heute ein vorwiegend durch die Landwirtschaft (Ackerbau, Obstbau und Viehzucht) und die Forstwirtschaft geprägtes Dorf. Außerhalb des primären Sektors gibt es nur wenige Arbeitsplätze im Ort. Einige Erwerbstätige sind deshalb Wegpendler, die in den größeren Ortschaften der Umgebung ihrer Arbeit nachgehen.
Die Ortschaft liegt abseits der größeren Durchgangsachsen an einer Departementsstraße, die von Flagy nach Mersuay führt. Eine weitere Straßenverbindung besteht mit Neurey-en-Vaux.